# Közönséges pókteknős
A közönséges pókteknős (Pyxis arachnoides) Madagaszkáron honos szárazföldi teknősfaj. Vadon élő populációi az utóbbi években erősen megfogyatkoztak, helyzete súlyosan veszélyeztetett.

## Megjelenése

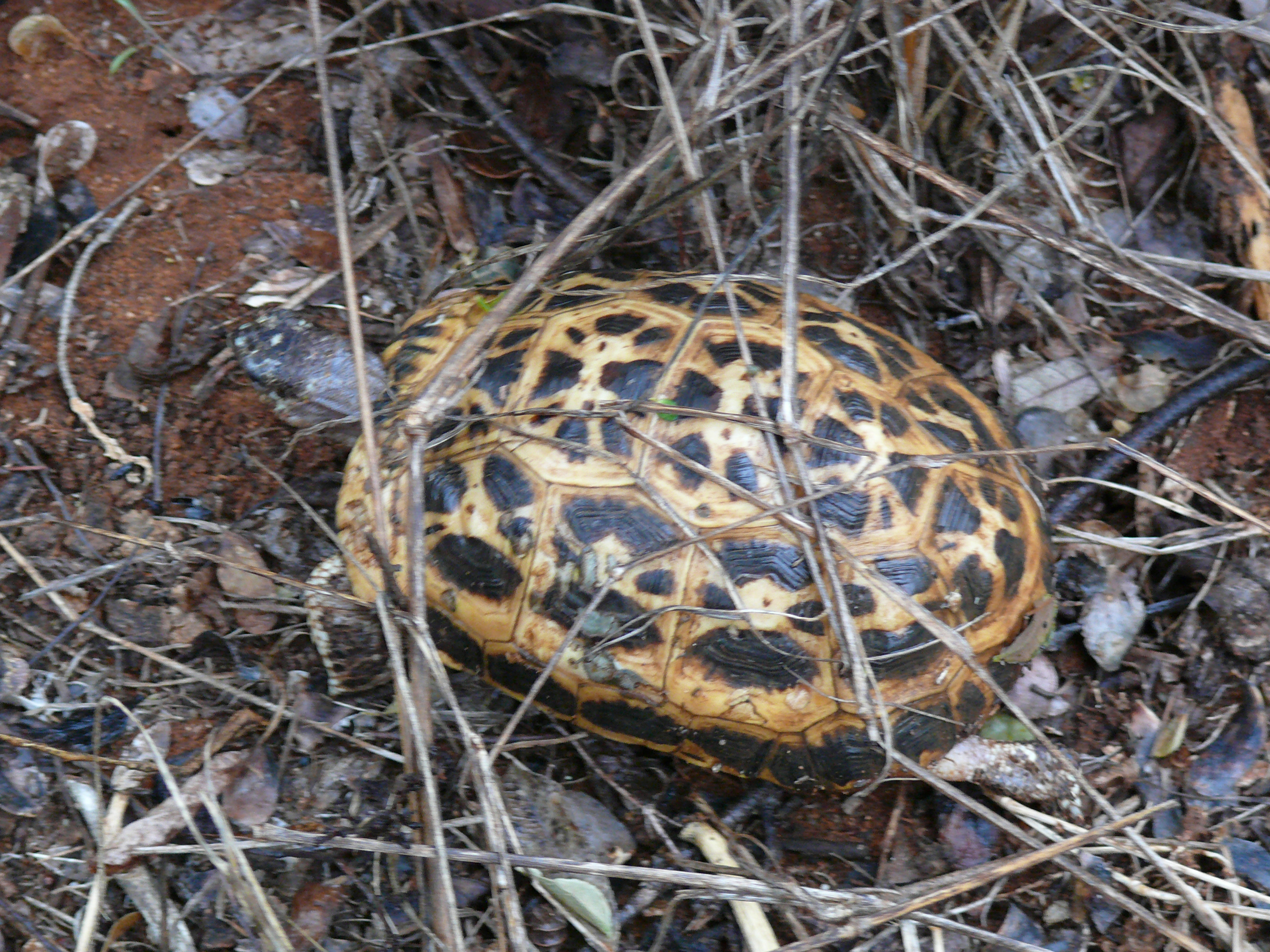

Kis méretű teknős, páncélhossza átlagosan 11,1 cm, de nem haladja meg a 15 cm-t. Hátpáncélja erősen domborodik, eléggé megnyújtott, a vége felé szélesedik. A teknő látványosan dekorált: fekete vagy sötétbarna alapon minden lemez közepén sárga folt található, amelyből 5-8 sárga vonal ágazik szét. A pókszerű mintázatról kapta a faj a nevét. Az idősebb példányokról a fekete alapszín lekophat és teljesen halvány sárgásbarnák lehetnek. A haspáncél, a plasztron mintázata alfajonként változik, alapesetben egyszínű sárga. Feje, lábai és farka kisebb sárga foltokkal pettyegetett sötétbarna. A hím farka hosszabb és vastagabb mint a nőstényé.
Három alfaja ismert:
- Pyxis arachnoides arachnoides - sárga, egyszínű haspáncél; teknőjét elöl össze tudja zárni, így fejét és elülső lábait teljesen el tudja rejteni
- Pyxis arachnoides oblonga - a haspáncélon fekete mintázat és teljes egészében össze tudja zárni a teknőit
- Pyxis arachnoides brygooi - egyszínű haspáncél, de teknőit nem tudja teljesen összezárni. A legészakibb alfaj.

## Elterjedése
Délnyugat-Madagaszkár száraz tengerparti régiójában honos, kb. 10–50 km-ig található meg a szárazföld belseje felé. Elterjedési területee korábban folytonos volt a Morombe és Amboasary közötti 550 km-en, de mára élettere a környezetpusztítás és orvvadászat miatt szétszakadozott. A P. arachnoides brygooi alfajnak három, egymástól földrajzilag elkülönült populációja maradt, összesen mintegy 500 km²-en. A P. arachnoides arachnoides foglalja e legnagyobb középső területet, a  P. arachnoides oblonga pedig délen található meg; az ő elterjedési területe is erősen fragmentált. 

## Életmódja

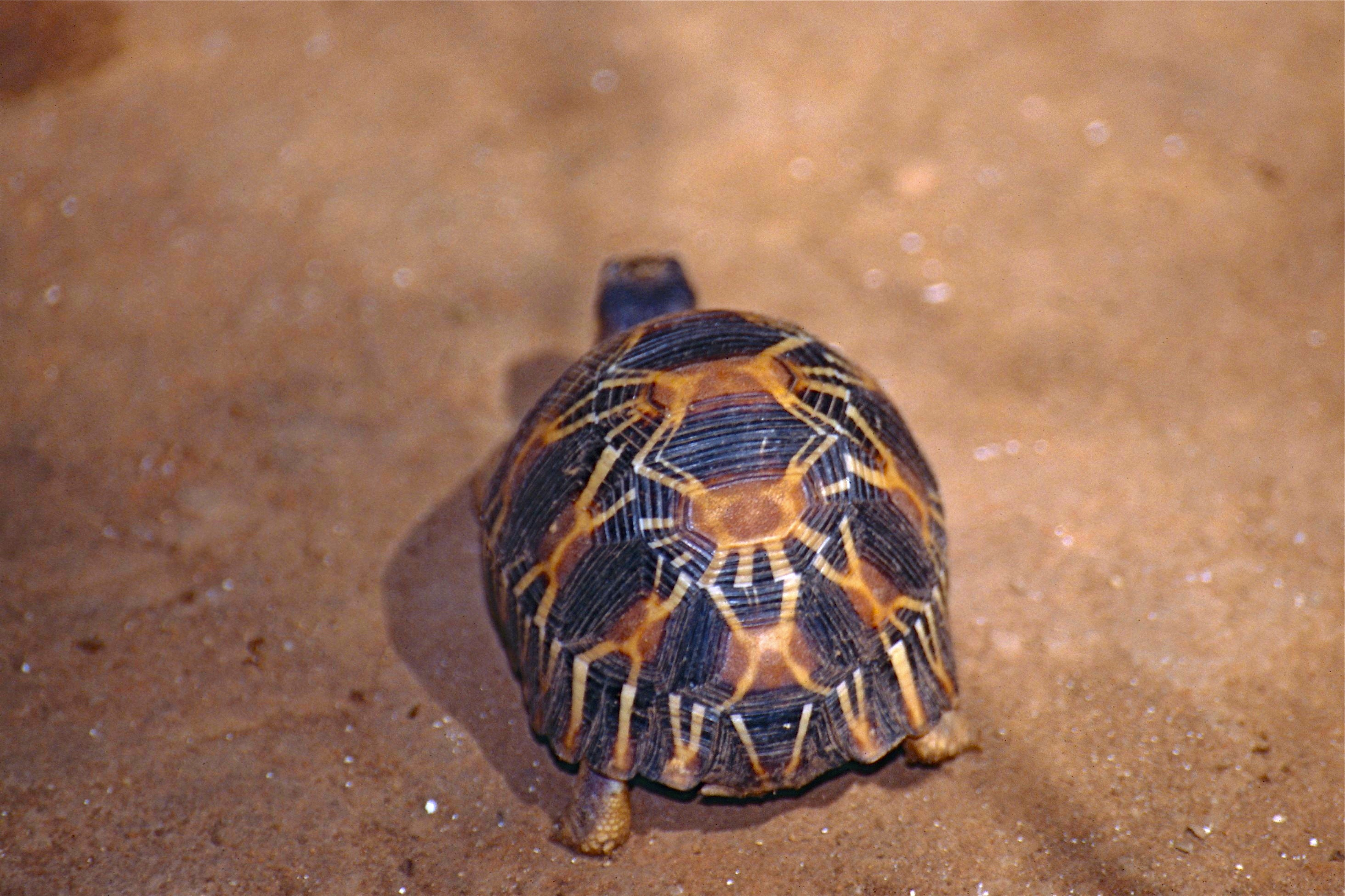
Fiatal pókteknős

A közönséges pókteknős a tengerparti száraz erdők (Mikea-erdő) lakója. A talaj itt jellemzően homokos, a növényzet pedig pozsgásokból és tüskés bokrokból áll. A teknős hőszabályozása nem bírja a folyamatos közvetlen napsütést, szüksége van a 30-50%-os lombfedettségre.
Leginkább november és április között, az esős évszakban aktív, amikor a növényzet nem száradt ki és bőségesen talál füveket, fiatal leveleket és gyökereket. Alapvetően növényevő, de elfogyasztja a rovarokat is és azt is megfigyelték, hogy tehéntrágyából kiette a légylárvákat. Amikor áprilisban beköszönt a száraz évszak, a teknősök beássák magukat a homokba és hibernált állapotban várják ki a hűvösebb és nedvesebb időjárást.
Feltehetően az esős évszak kezdetén párzanak; ezután a nőstény egyetlen tojást rak. Fogságban évente háromszor is párzanak, de vadonbeli viselkedése nem ismert. A tojásból 220-250 nap múlva kel ki az alig 4,5 cm-es teknősivadék. Az ivarérettséget 6-7 éves korában éri el, élettartama meghaladhatja a 70 évet.

## Természetvédelmi helyzete

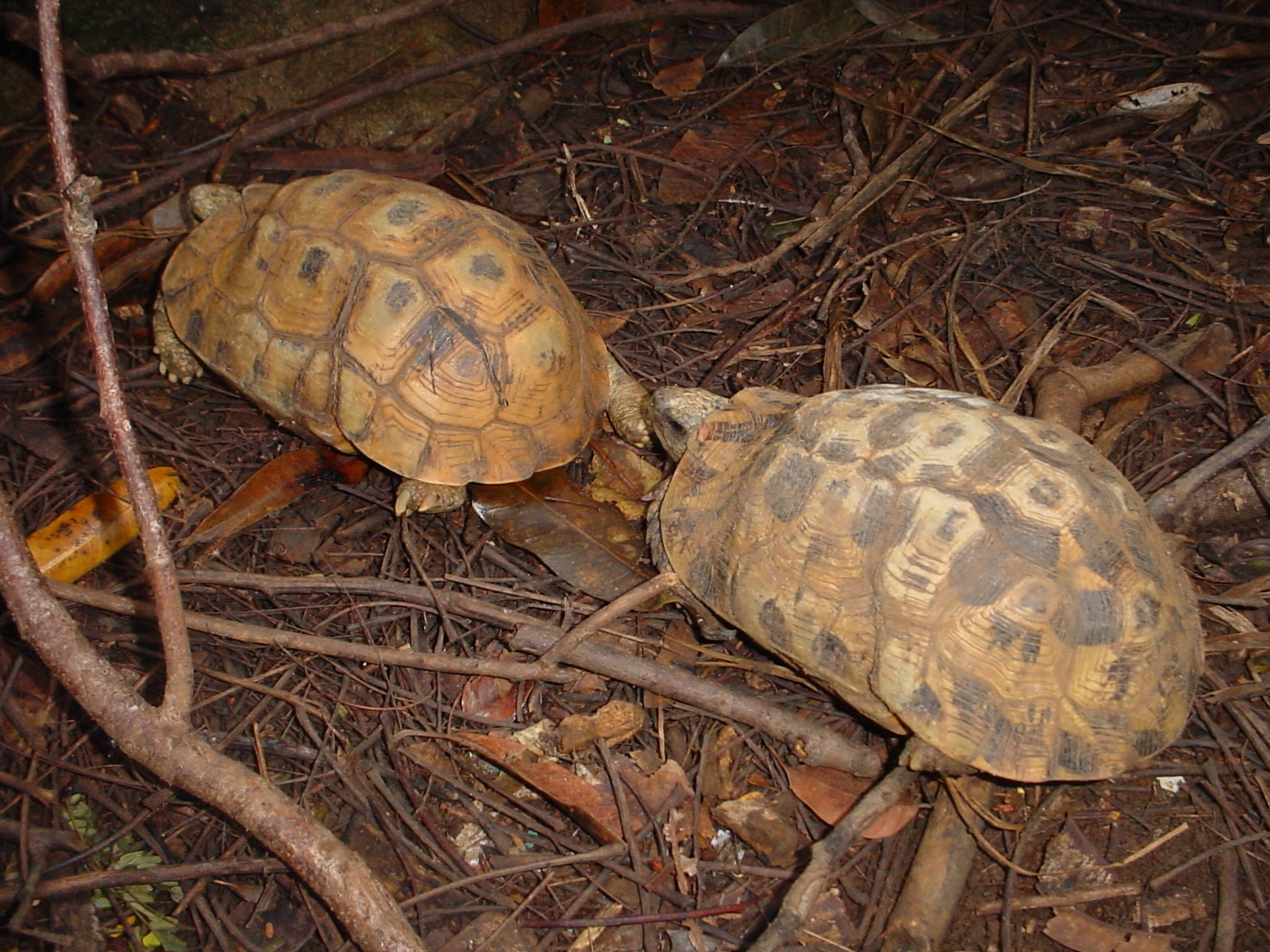
Idős, kopott páncélú teknősök

A faj élettere az utóbbi évtizedekben folyamatosan szűkül, becslések szerint évente 1,2%-kal. Ennek oka a mezőgazdaság terjedése, a szénégetés, erdőirtás és az invazív növények térnyerése. A helyzetet súlyosbítja, hogy nagy mennyiségben gyűjtik, hogy illegálisan eladják a nemzetközi díszállatpiacon. Kis mérete és díszes páncélja miatt népszerű a terraristák körében. Bár a washingtoni egyezmény tiltja kereskedelmét, mégis több tízezer állatot gyűjtenek be és csempészik Európa, Észak-Amerika és Kelet-Ázsia piacaira. Ezenkívül a helybeliek eszik is. A P. a. brygooi a leginkább veszélyeztetett alfaj, korábbi életterének felét elvesztette. Madagaszkáron védett, nemzetközi kereskedelmi tiltott (a CITES I. mellékletén található), a Természetvédelmi Világszövetség Vörös listáján pedig súlyosan veszélyeztetett státusszal szerepel.